# سيفرن داردن
سيفرن داردن (بالإنجليزية: Severn Darden)‏ مواليد 9 نوفمبر 1929 في نيو أورلينز، الولايات المتحدة - الوفاة 27 مايو 1995 في سانتا فيه، الولايات المتحدة، هو ممثل وكوميدي أمريكي.

## الأعمال
- لوف
- هم يقتلون الخيول، أليس كذلك ؟
- آي دريم أوف جيني
- بارني ميلر
- رجل الستة ملايين دولار
- شيرز

## روابط خارجية
- سيفرن داردن على موقع IMDb (الإنجليزية)
- سيفرن داردن على موقع ألو سيني (الفرنسية)
- سيفرن داردن على موقع أول موفي (الإنجليزية)
- سيفرن داردن على موقع قاعدة بيانات برودواي على الإنترنت (الإنجليزية)
- سيفرن داردن على موقع قاعدة بيانات الأفلام السويدية (السويدية)
- سيفرن داردن على موقع إن إن دي بي (الإنجليزية)
- سيفرن داردن على موقع ديسكوغز (الإنجليزية)
- سيفرن داردن على موقع قاعدة بيانات الفيلم (الإنجليزية)
- سيفرن داردن على موقع كينوبويسك (الروسية)